# Eriogonum panamintense
Eriogonum panamintense är en slideväxtart som beskrevs av Julius Sterling Morton. Eriogonum panamintense ingår i släktet Eriogonum och familjen slideväxter. Utöver nominatformen finns också underarten E. p. panamintense.